# Nystalea multiplex
Nystalea multiplex är en fjärilsart som beskrevs av Paul Dognin 1909. Nystalea multiplex ingår i släktet Nystalea och familjen tandspinnare. Inga underarter finns listade i Catalogue of Life.